# جوليان روبرت
جوليان روبرت (بالفرنسية: Julien Robert)‏ هو متسابق بياثل فرنسي، ولد في 11 ديسمبر 1974 في غرونوبل في فرنسا.

## وصلات خارجية
- جوليان روبرت على موقع IBU (الإنجليزية)
- جوليان روبرت على موقع أوليمبيديا (الإنجليزية)